# Gud, se i nåd till dessa två
Gud, se i nåd till dessa två är en bröllopspsalm av Johan Ludvig Runeberg från 1857. Psalmen är en förbön för det nygifta paret, och uppvisar i vers 3 en viss kärv realism ("här levs ej städs i rosengård") som komplement till de skimrande framtidsvisioner som brukar dominera både vid vigsel och bröllopsfest. Runebergs har också en lyckovision, men av det lugnare (och mera långvariga?) slaget: "stilla(!) fröjd och ljuvlig ro". Sista versen är en vers av tillbedjan och gemensamt nedkallande av Guds välsignelse över hela församlingen.
Melodi i svenska psalmböcker från Strassburg 1545 (F-dur, 4/4, samma som till Se, Jesus är ett tröstrikt namn). I Finland används en melodi av Rudolf Lagi från 1867 (D-dur, 4/4). Vid psalmens första publicering framgår av Koralbok för Nya psalmer, 1921 att melodin är en komposition från 1697 och samma som till psalmen Uppfaren är vår Herre Krist (1819 nr 115) som nu har titelraden Till himlen Herren Jesus for.
Psalmen putsades upp på 1980-talet men blev ett utmärkt exempel på hur samma psalm numera sjungs i flera olika versioner. Den svenska psalmboken 1986 har i vers 1 bytt ut "som här inför ditt anlet stå" mot "som vi här ser inför dig stå" och "förenta" mot "gemensamt". Den finlandssvenska psalmboken från 1986 har istället "som här vi ser inför dig stå" respektive "tillsammans" (nr 235).
I vers 2 har finlandssvenska psalmboken presensform: "de sluter nu i denna stund" medan Den svenska psalmboken från samma år, liksom de äldre versionerna har perfektform: "de slutit nu". De båda förstnämnda har dock ändrat det gamla "när dem bliv" till "hos dem bliv".
I vers 3 har båda psalmböckerna ändrat "här levs ej städs" till "här levs ej blott". Men i vers 4 blir skillnaderna större: 1986 års svenska psalmbok har "Din Ande må ledsaga dem och bli en gäst i deras hem" och i sista raden "får bli och bo" medan finlandssvenska psalmboken har: "Gud, låt din Ande leda dem" o.s.v. samt "må bli och bo".
I vers 5 har verbets pluralform i båda psalmböckerna tagits bort, annars är texten den gamla. Men det torde anses ganska anmärkningsvärt att psalmbokskommittéerna inte lyckades enas om en så enkel upputsning av en av Runebergs mest sjungna psalmer.

## Publicerad som
- Nr 428 i Metodistkyrkans psalmbok 1896 under rubriken "Vid brudvigsel".
- Nr 638 i Svenska Missionsförbundets sångbok 1920 under rubriken "VI. Vid särskilda tillfällen. - A. Bröllop och familjefester."
- Nr 572 i Nya psalmer 1921, tillägget till 1819 års psalmbok under rubriken "Kyrkan och nådemedlen: Ordets ämbete och församlingslivet: Vid brudvigsel".
- Nr 770 i Sionstoner 1935 under rubriken "Bröllop".
- Nr 234 i 1937 års psalmbok under rubriken "Vigsel".
- Nr 233 i 1943 års psalmbok
- Nr 661 i Frälsningsarméns sångbok 1968 under rubriken "Speciella Sånger - Bröllop".
- Nr 235 i Finlandssvenska psalmboken (1986) under rubriken "Vigsel".
- Nr 82 i Den svenska psalmboken (1986), 1986 års Cecilia-psalmbok, Psalmer och Sånger 1987, Segertoner 1988 och Frälsningsarméns sångbok 1990) under rubriken "Vigsel".
- Nr 797 i Lova Herren 1988 under rubriken "Hem och familjeliv".